# Мандрівка (роман)
«Мандрівка» (англ. The Wanderground) — фантастичний роман Саллі Міллер Ґірхарт, опублікований у 1978 році видавництвом Persephone Press. Це перший і найвідоміший роман Ґіргарт, який продовжує використовуватися на уроках жіночих досліджень як характерний приклад сепаратистського феміністичного руху 1970-х років.

## Опис
«Мандрівка» — збірка переплетених оповідань, які доповнюють одне одне, утворюючи повний роман. Розділи нещільно підходять один до одного, часто зосереджуючись на абсолютно різних персонажах у кожному розділі, або події відбуваються в іншій частині світу, створеного Ґірхарт, хоча багато персонажів знову з'являються в колекції, коли історії починають складатися разом. Багато розділів були спочатку опубліковані як короткі оповідання у фанзинах, журналах і лесбійських періодичних виданнях, включно з Ms., The Witch and the Chameleon, Quest: A Feminist Quarterly та WomanSpirit.

## Тема

### Стать
Гендерна проблематика є джерелом напруги протягом усього роману. Серед основних постулатів стосунків між громадами гірських жінок і чоловіків є такий: «Не ґвалтувати — не в твоїй природі. Не в моїй природі бути зґвалтованою. Ми не співіснуємо» (стор. 25). В інтерв'ю виданню Off Our Backs Гірхарт сказала, що для того, щоб з'ясувати, як розвивається ця динаміка, питання «якими є стосунки гірських жінок з чоловіками» є одним з головних у книзі.

### Екологізм
Це також пов'язано з ідеєю екофемінізму. Ідеї, які він представляє про те, що жінки живуть як єдине ціле з великим природним світом, про можливість контролювати власну плідність та про спілкування з іншими нелюдськими живими істотами, а також поетичний стиль прози, яку пише Гіргарт, є особливий інтерес серед читачів з екологічного середовища.

## Примытки
1. ↑  Internet Speculative Fiction Database — 1995.
2. 1 2  Sandra Pollack, Denise Knight (1993). Contemporary Lesbian Writers of the United States. Westport, CT: Greenwood Press. с. 207–211. ISBN 0-313-28215-3.
3. ↑  Kester-Shelton, Pamela. Sally Miller Gearhart. Feminist Writers. St. James Press. Процитовано 16 листопада 2013.
4. ↑  Gearhart, Sally (1980). The Wanderground. Boston, Mass: Persephone Press. с. Copyright page. ISBN 978-0-932870-55-1.
5. ↑  Sturgis, Susanna (January 1980). Discovering the Wanderground: An Interview with Sally Gearhart. Off Our Backs. 10 (1): 24—25, 27.
6. ↑  Lavin, Sophie (July 2012). Otto, Eric C. Green Speculations: Science Fiction and Transformative Environmentalism. Columbus: Ohio State University Press, 2012. The Journal of Ecocriticism. 5 (2): 1—3. Процитовано 10 грудня 2013.